# Neocrex colombiana
Franga-d'água-colombiana ou sanã-colombiana (Neocrex colombiana) é uma espécie de ave da família Rallidae.
Pode ser encontrada nos seguintes países: Colômbia, Equador e Panamá.
Os seus habitats naturais são: campos de gramíneas de baixa altitude subtropicais ou tropicais sazonalmente húmidos ou inundados e pântanos.